# Cuenca del río Maullín
La cuenca del río Maullín es el espacio natural de la cuenca hidrográfica del río Maullín que está ubicada completamente en la Región de Los Lagos de Chile y abarca un área de 3972 km². Administrativamente la cuenca pertenece al ítem 104 del inventario de cuencas de Chile, pero es solo una de las cuencas naturales que componen ese ítem, más precisamente la subcuenca 104-1.
A partir de los años 70 se ha ampliado el concepto de cuenca hasta entender, ya en los primeros años del siglo XXI, una cuenca hidrográfica en lo que respecta a su definición espacial y funcional, como la unidad geopolítica y socioeconómica más apropiada y racional para el desarrollo integrado de los recursos de tierras y aguas asociados a la vegetación y en conjunto con los usuarios de nivel local y regional.: 17 

Cuenca del río Maullín.

## Límites
La cuenca desemboca en el océano Pacífico en Punta Dehui, inmediatamente al norte del canal de Chacao. Limita al noroeste con otra cuenca de su mismo ítem 104, por cierto la del río Llico, directamente al norte con la cuenca del río Bueno. Hacia el este y el sur deslinda con otras cuencas de su mismo ítem 104, pero que desembocan ya sea en el estuario de Reloncaví, como el río Petrohué, u otras menores que circundan el seno de Reloncaví o la ribera norte del canal de Chacao.
Sus límites extremos alcanzan hasta las coordenadas geográficas 39°40′S, 41°40′S, 72°30′W y 73°50′W.

## Población
| Nombre Asentamiento | Población Total 2002 | Población Total Urbana 2002 | Cauce asociado a Localidad |
| ------------------- | -------------------- | --------------------------- | -------------------------- |
| Puerto Montt        | 175.938              | 155.895                     | Río Maullín                |
| Puerto Varas        | 32.912               | 24.309                      | Río Maullín                |
| Los Muermos         | 16.964               | 5.707                       | Río Maullín                |
| Llanquihue          | 16.337               | 12.728                      | Río Maullín                |
| Maullín             | 15.580               | 6.896                       | Río Maullín                |
| Frutillar           | 15.525               | 9.118                       | Río Maullín                |

Los datos de población dada por el censo 2002 corresponden a datos a nivel comunal y no de ciudad. La ciudad de Puerto Montt está ubicada a orillas del seno de Reloncaví, que no pertenece a la cuenca.

## Subdivisiones
Para mejor estudio y administración, la Dirección General de Aguas ha subdividido el ítem 104 en varias subcuencas, de las cuales la 104-1 es la del río Maullín.
| Cuenca | Subcuenca | Subsubcuenca | Aguas                                                    | Área drenaje km² | Observaciones |
| ------ | --------- | ------------ | -------------------------------------------------------- | ---------------- | ------------- |
| 104    | 1041      | 10410        | Lago Llanquihue y afluentes                              | 1570             |               |
| 104    | 1041      | 10411        | Río Maullín Entre Desagüe Lago Llanquihue y Río Calabozo | 370              |               |
| 104    | 1041      | 10412        | Río Calabozo                                             | 290              |               |
| 104    | 1041      | 10413        | Río Negro                                                | 360              |               |
| 104    | 1041      | 10414        | Río Maullín entre Río Calabozo y Río Gómez               | 299              |               |
| 104    | 1041      | 10415        | Río Gómez                                                | 278              |               |
| 104    | 1041      | 10416        | Río Maullín entre Río Gómez y bajo Río Cebadal           | 486              |               |
| 104    | 1041      | 10417        | Río Maullín entre Río Del Cebadal y Desembocadura        | 320              |               |

## Hidrología

Diagrama unifilar de la cuenca del río Maullín.

### Caudales y régimen
La cuenca presenta en general un régimen pluvial con grandes caudales en invierno y menores en verano.: 18 

### Glaciares
El inventario público de glaciares de Chile 2022 no registra glaciares en la cuenca.

### Humedales
La municipalidad de Maullín nombra cuatro humedales en la comuna, que forman parte del Sitio Prioritario Río Maullín:: 66 
1. Humedal Cebadal, con un área de 2800 m²[4]: 4
2. Humedal Quenuir, con un área de 3100 m²[4]
3. Humedal Carrión, cubriendo 14500 m²[4]
4. Humedal Cariquilda, de 3000 m²[4]

## Clima

Diagrama Walter-Lieth para la ciudad de Maullín (en inglés).

La hoya presenta dos tipos de climas.: 5 
1. Clima templado cálido lluvioso con influencia mediterránea, caracterizado por precipitaciones a lo largo del año, aunque en invierno más que en verano. Este clima es usual entre Cautín y Puerto Montt.
2. Clima marítimo lluvioso, con temperaturas más bajas y lluvias mayores que el clima anterior.

En la estación meteorológica Maullín las precipitaciones medidas alcanzan los 1.789,8 mm/año y la temperatura media anual es de 9,8 °C con una escorrentía de 1.441 mm/año.
Los diagramas Walter Lieth muestran con un área azul claro los periodos en que las precipitaciones sobrepasan la cantidad de agua que el calor del sol evapora en el mismo lapso de tiempo, (un promedio de 10 °C mensuales evaporan 20 mm de agua caída) dejando un clima húmedo. Por el contrario, las zonas amarillas indican que durante ese tiempo el agua caída puede ser evaporada por el calor del sol. En Maullín no hay tales periodos. El área azul obscura señala meses muy húmedos.

## Actividades económicas
El turismo es la principal actividad económica que aprovecha los paisajes de la región que incluyen el lago Llanquihue y sus hermosas ciudades ribereñas. También existen actividades pesqueras y forestales.: 14 

## Contaminación
Las aguas servidas del alcantarillado de las ciudades de Puerto Varas y Llanquihue son tratadas en un 95%, en Los Muermos y Frutillar en un 74% y para el año 2005 se esperaba que las ciudades de Puerto Montt, Puerto Varas, Los Muermos y Llanquihue tuviesen tratamiento para el 100% de las aguas negras.

## Áreas bajo protección oficial

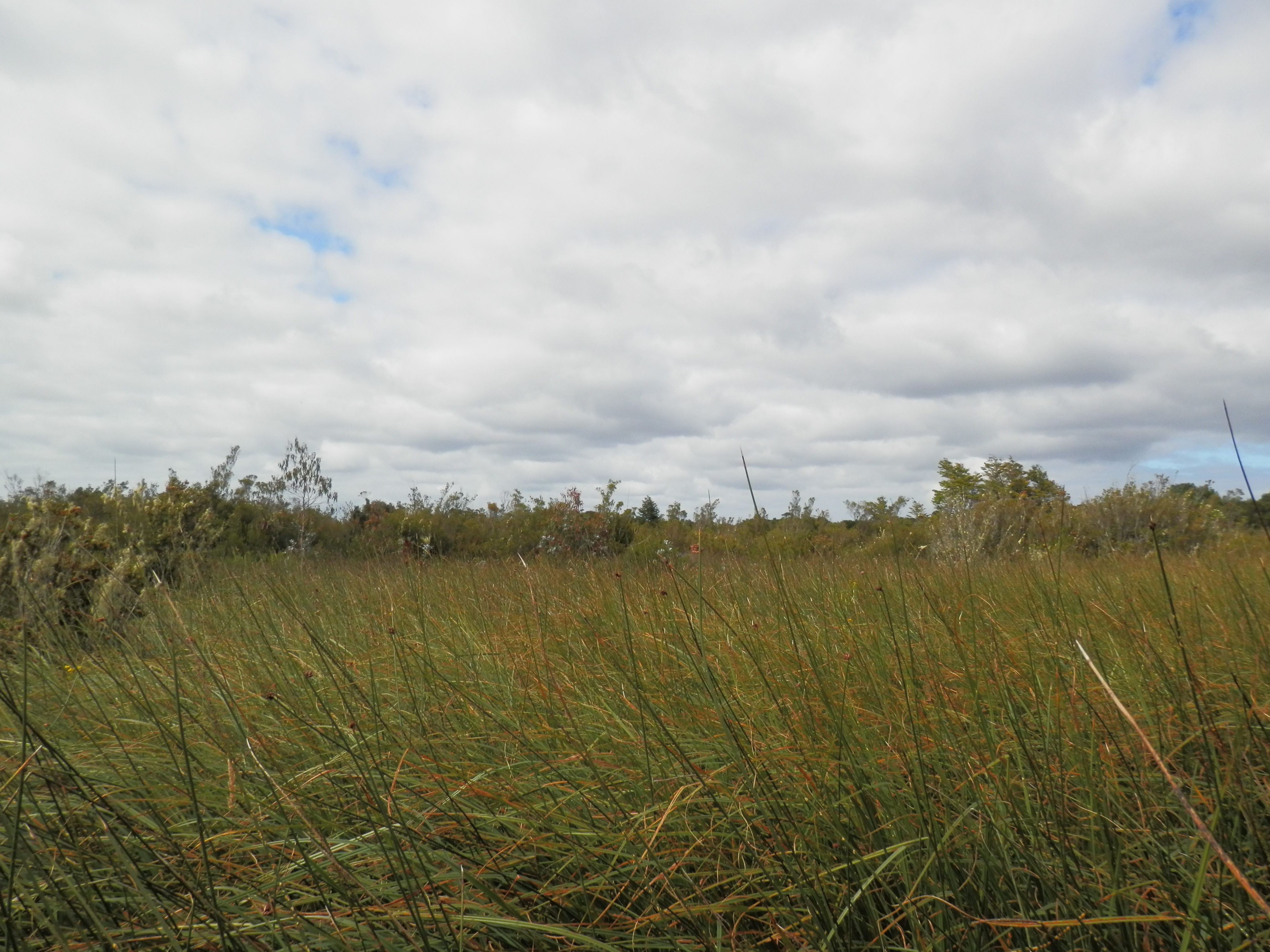
Ciénago del humedal del río Maullín

Las áreas bajo Protección Oficial y Conservación de la Biodiversidad pertenecientes al Sistema Nacional de Áreas Silvestres Protegidas por el Estado, SNASPE ubicadas en la cuenca son:: 16 
- Parque nacional Vicente Pérez Rosales
- Reserva nacional Llanquihue (una mínima extensión en el sector suroriente de la cuenca de 1.324 Ha).

Los sitios de conservación de la biodiversidad existente en la cuenca, incluidos en el documento “Estrategia Regional para la Conservación y Utilización Sostenible de la Biodiversidad, Décima Región de Los Lagos” son:
- Cascadas–Volcán Osorno (12.094 ha) Presenta alta diversidad de especies, representa un área de conectividad entre parques nacionales y el Lago Llanquihue, existe interés de parte de organizaciones internacionales y factibilidad de trabajo. El gradiente altitudinal y superficie de este sitio permiten las migraciones de fauna, así como estaciones para migraciones latitudinales de varias especies de aves (fundamentalmente praderas andinas). Presenta fauna de interés como Felis guigna y Galictis cuja.

- Río Maullín (54.827 ha) El área del humedal del río Maullín, protege una amplia diversidad de especies de fauna y avifauna asociada a estos ecosistemas. El valor de este ambiente, mayoritariamente humedal es que cubre desde ambientes lóticos oligotróficos (ritrales y potamales, incluyendo los Lagos Todos los Santos y Llanquihue) a gradientes de mesotrofía y eutrofía en la desembocadura. En su curso presenta vegetación ribereña de asociaciones endémicas de nuestros valiosos hualves. Allí se presentan grandes marismas estuarinas con poblaciones importantes de recursos marinos de interés comercial, poblaciones de algas, peces, moluscos y artrópodos, aves como los flamencos que inviernan en este sector y mamíferos como el Huillín y Chungungo.

### Fauna

Vistas de perspectiva
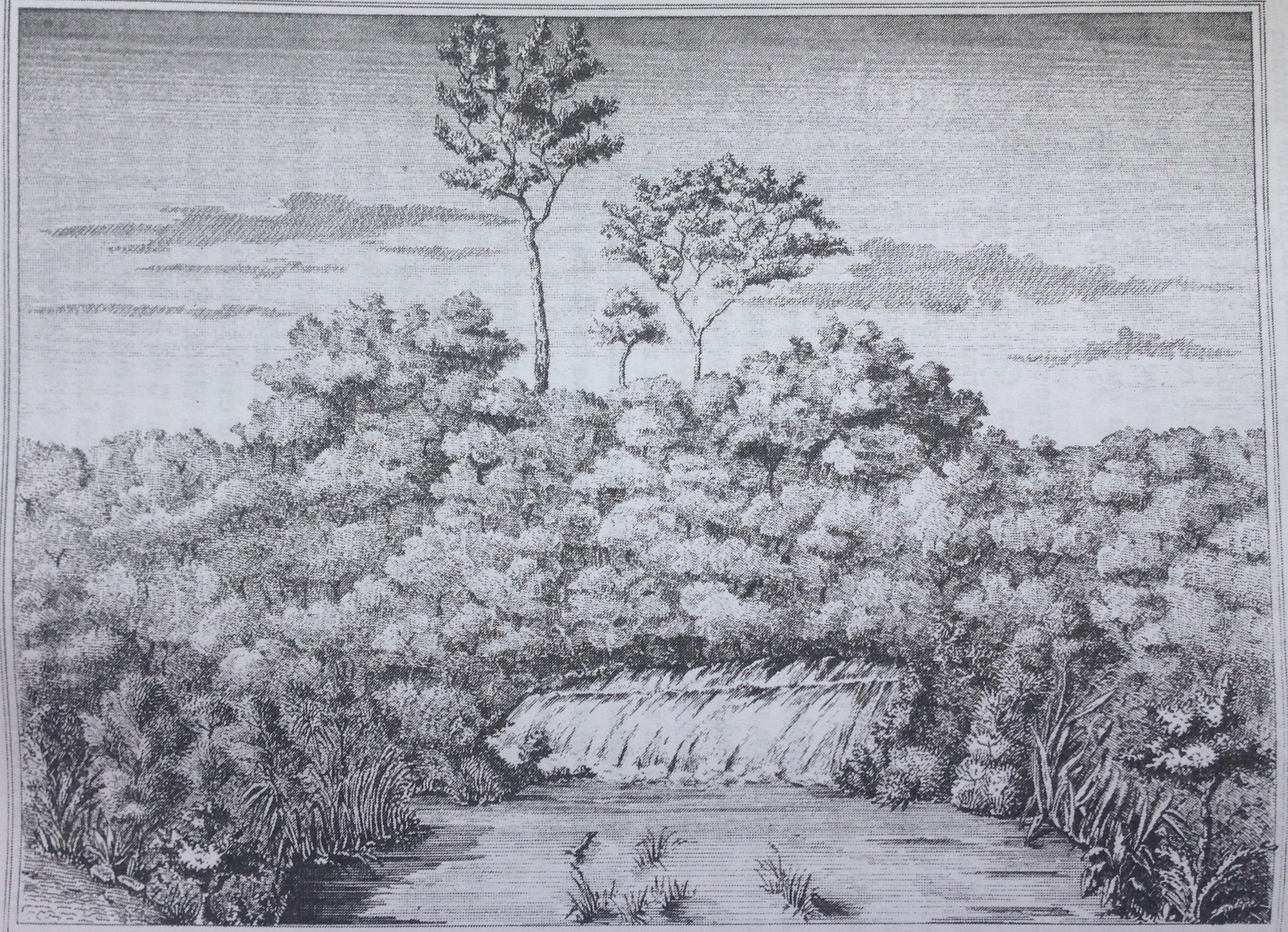
Salto del río Maullín en 1857.
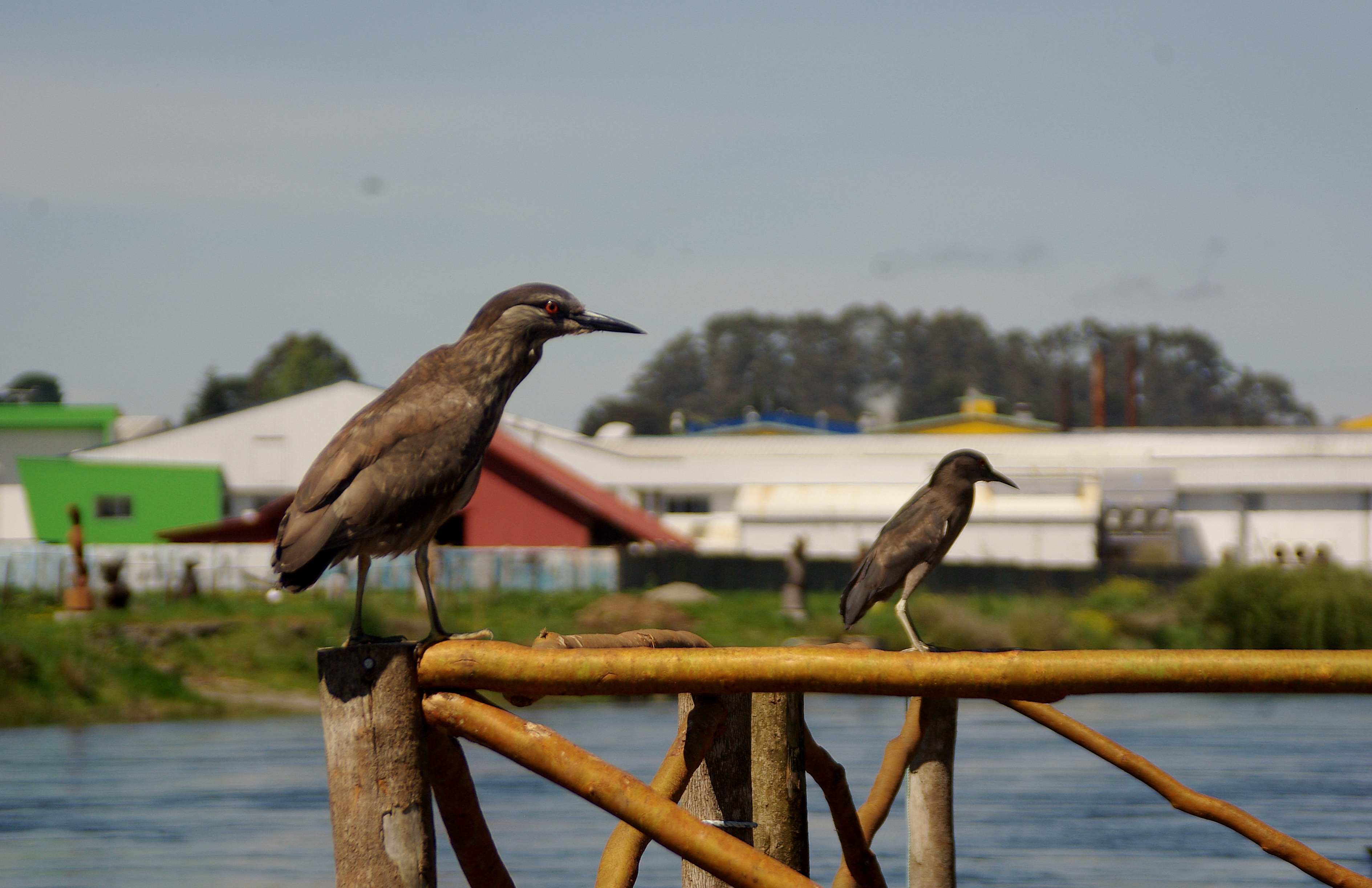
Huairavos en el río.
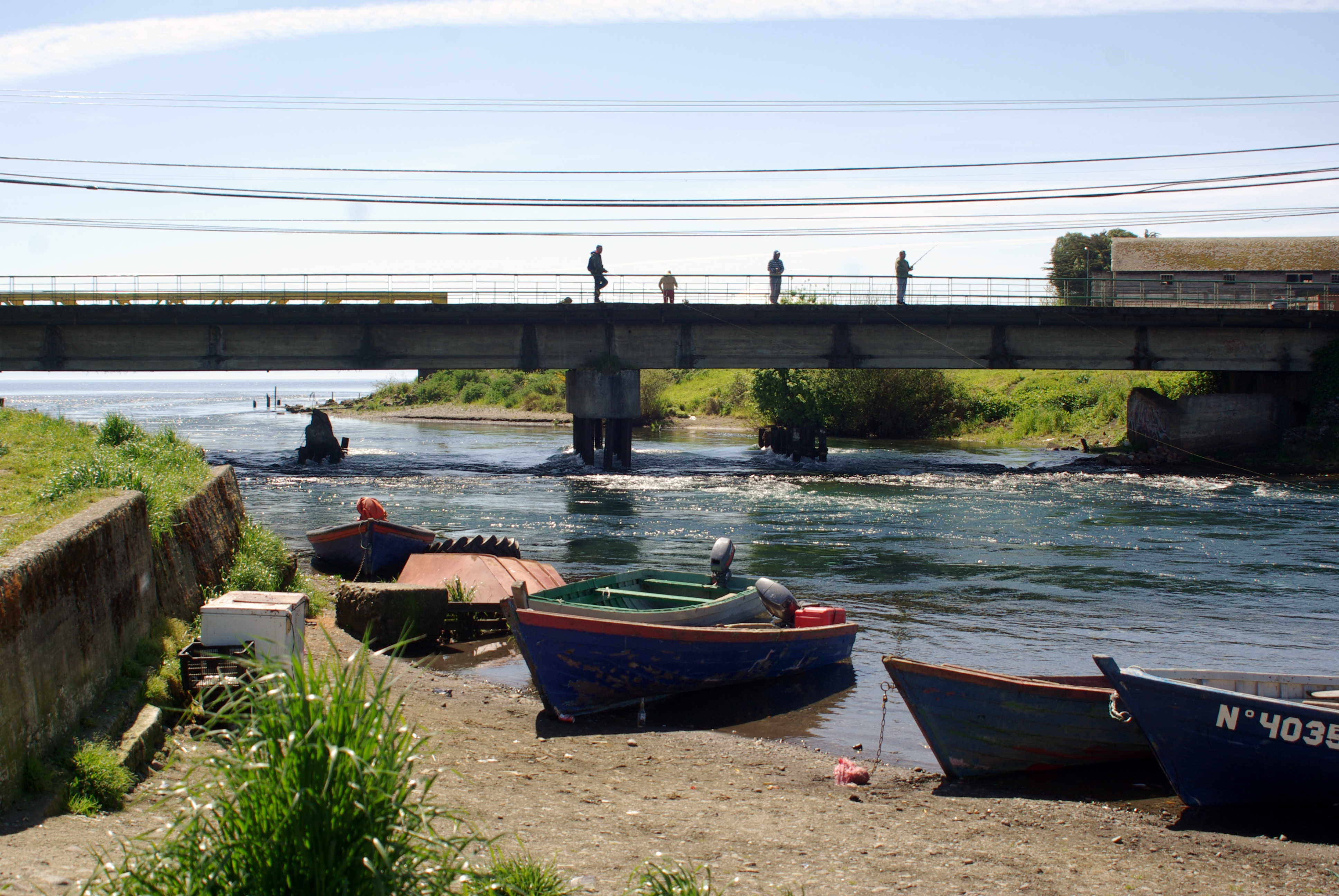
Nacimiento del río en el lago Llanquihue en la ciudad homónima

La cuenca del río Maullín, con sus humedales, es una zona rica en especies de ave. Así, mantienen 94 especies de aves acuáticas y asociadas a ambientes acuáticos (un 63% de las aves acuáticas contabilizadas para Chile) y se han registrado al menos 28 especies migratorias (aves oceánicas que penetran en la zona estuarina y aves asociadas a bosques de ribera), de las que 18 corresponden a especies playeras migratorias (7 migrantes australes y 11 boreales). Entre la avifauna figuran especies amenazadas (flamenco chileno, cuervo del pantano, cisne de cuello negro y coscoroba). Además, tienen una población de nutrias de río (Lontra provocax), especie en peligro de extinción, de coipos (Myocastor coypus) y de anfibios endémicos.